# Антоній Барнаба Яблоновський
Анто́ній Барна́ба Яблоно́вський гербу Прус III (пол. Antoni Barnaba Jabłonowski, 27 січня 1732 — 4 квітня 1799) — князь, державний діяч Речі Посполитої (сенатор), військовик, мемуарист, меценат. Кавалер ордену Білого Орла.

## Біографія
Народився 27 січня 1732 року.
Навчався при дворі свого родича Станіслава Лєщинського в Люневілі, звідки повернувся додому у 1748. Через погані стосунки з батьком хотів податись до лав армії Пруссії, але передумав. 1752 року поїхав на трибунал, потім почав домагатись руки Анни Санґушко — доньки від третього шлюбу маршалка ВКЛ Павла Карла Санґушка та Барбари Уршулі Дунінівни. 28 вересня 1755 був шлюб (весілля). Через рік, після смерті батька, став прихильником двору та суперником князів Чорторийських; отримав панцерну корогву, староства межиріцьке, сьвецьке. Найприбутковіше — Білоцерківське — мусив уступити маршалку надвірному коронному Єжи Августу Мнішеку.
1755 року купив у стрия — новогрудського воєводи Юзефа Александра — Буське староство; 1757-го — у іншого стрия — брацлавського воєводи Яна Каєтана — Чигиринське. Володів містами, селами, зокрема, на Волині (Острозький повіт): Плужне, Кривин, Богушовичі. Також Нижнів, Аннополь (тепер Ганнопіль, Славутський район; раніше Глинники) — де було вибудовано палац-резиденцію. Аннополь був перейменований ним на честь першої дружини Анни Сангушко. В 1758 році купив містечко Киликиїв (сусіднє з волинськими маєтками). З 1774-го мав Мощенський ключ на Волині.
Посади: познанський воєвода (з 1760), краківський каштелян (з 1782). Староста мендзижецький, буський, сьвецький, чигиринський
1768 року — посол Барської конфедерації у Відні. Брав участь у Великому сеймі в 1788—1792 років і був членом «патріотичної партії». А. Б. Яблоновський підтримував Конституцію 3-го травня, також справу міст. В липні 1791 року урочисто прийняв міське право у Межирічі. 1794 року брав участь у повстанні Тадеуша Костюшка.
Меценат:
- костелу Благовіщення у Більшівцях (виготовлено вівтарі, розписано фресками внутрішні стіни костелу, 15 серпня 1777 р. храм освятив (консекрував) Львівський латинський архієпископ К.Цешковський як храм Благовіщення).
- будівництво костелу, монастиря отців паулінів у Нижневі (нині Тлумаччина, фундатор побудови монастиря — батько Станіслав Вінцентій Яблоновський)
- палац у Варшаві.

## Галерея

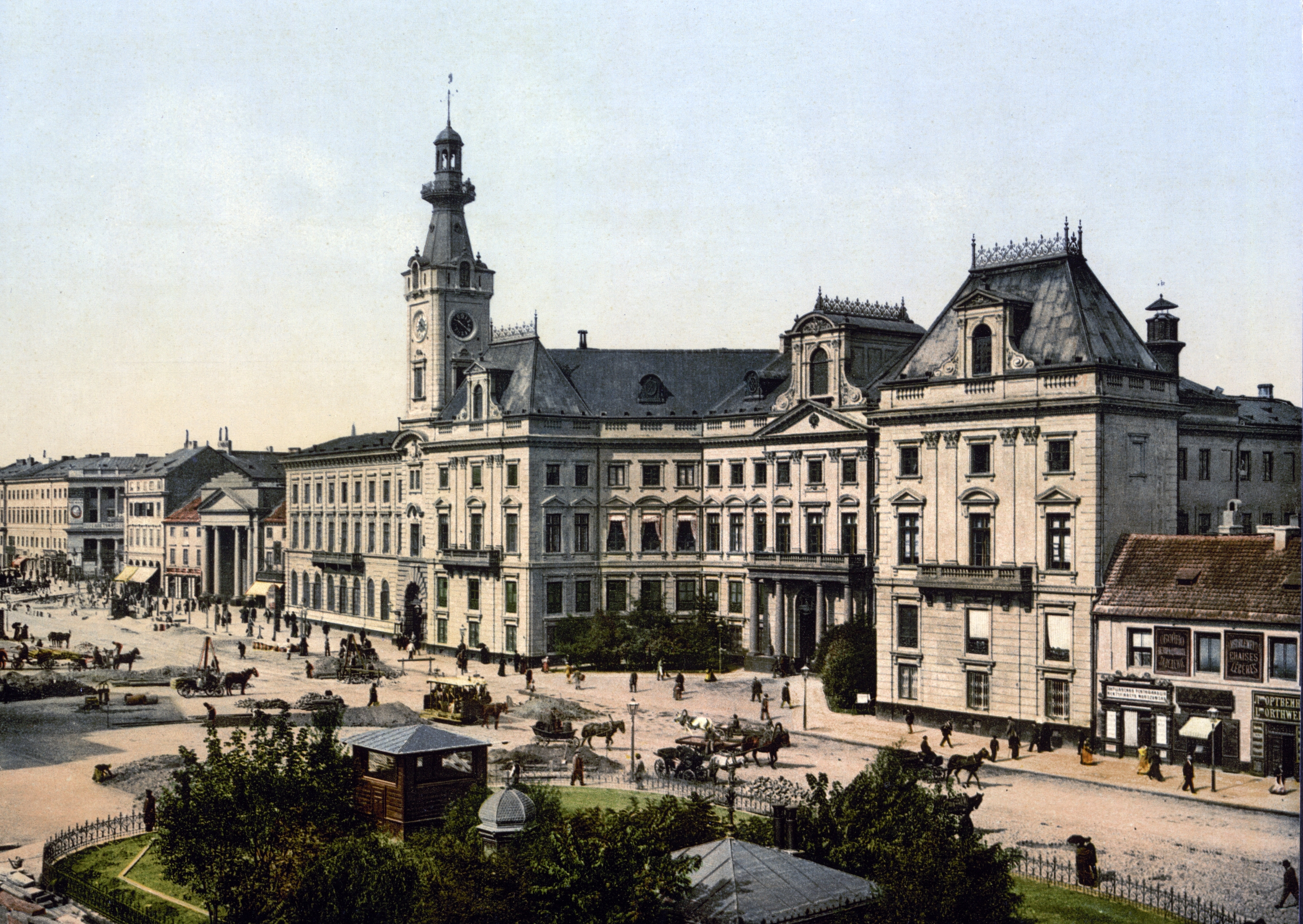
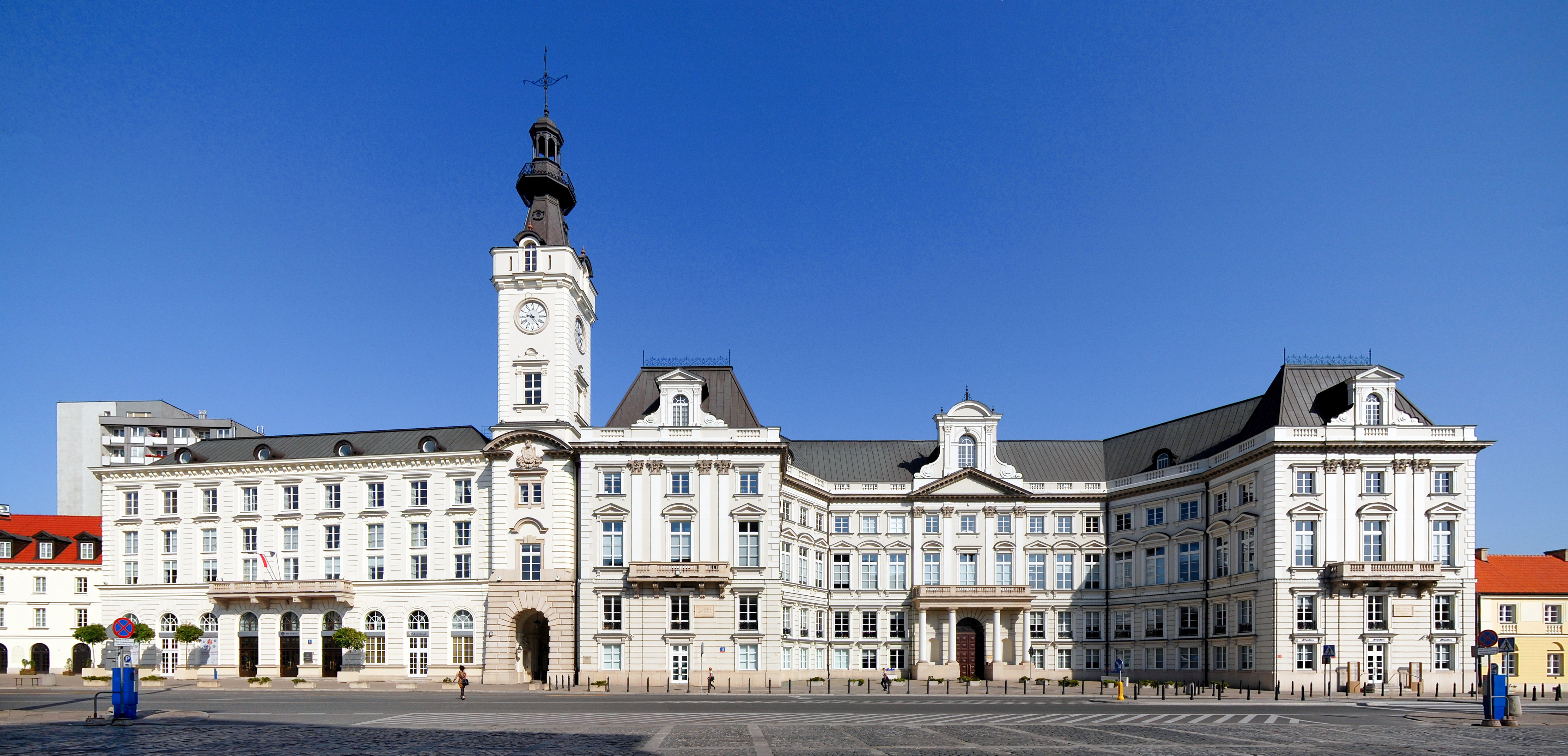
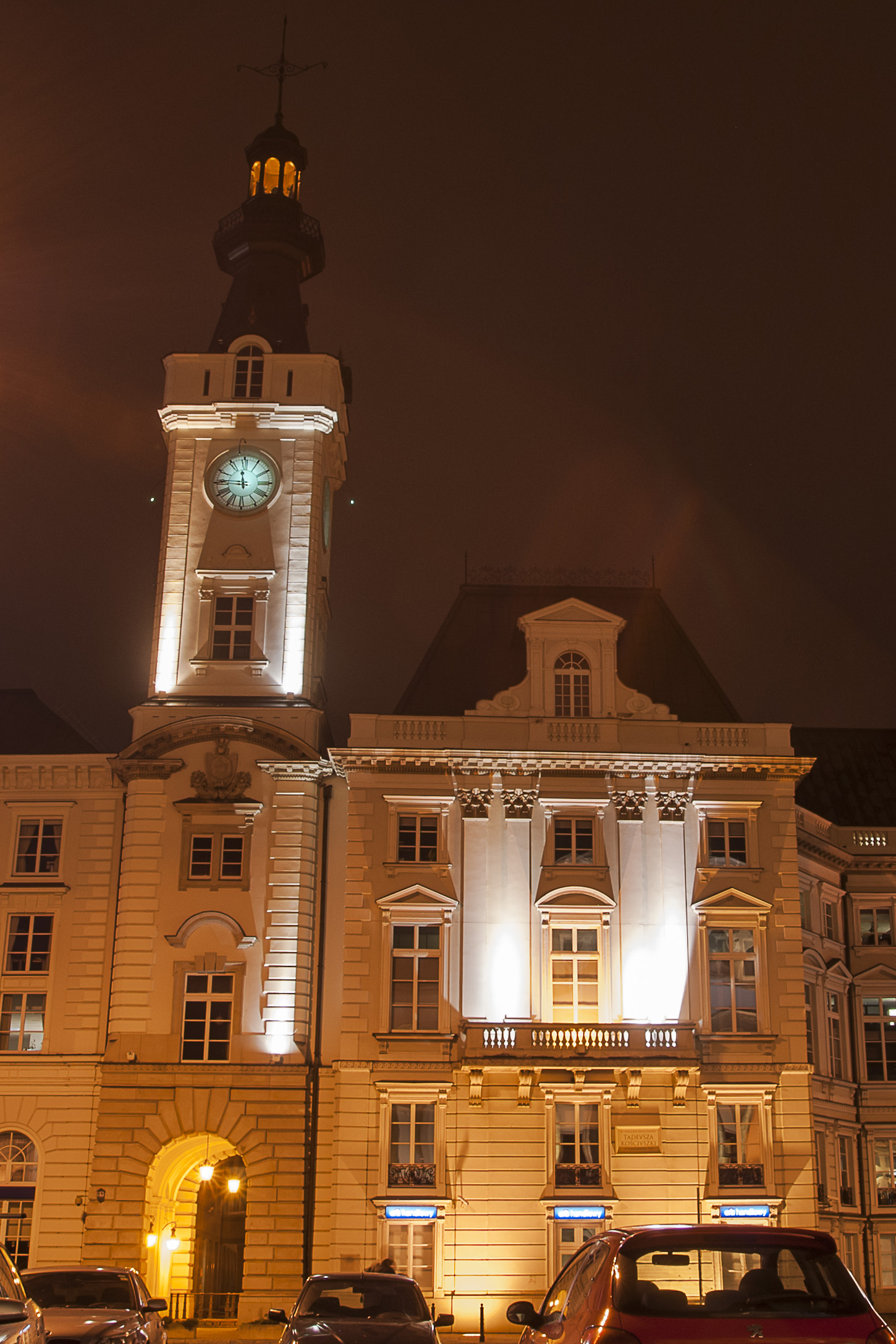